# Sean Paul
Sean Paul Rian Francis Henriques, jamajški glasbenik, pevec in glasbeni producent, * 9. januar 1973 Kingston, Jamajka
V svoji karieri je izdal šest albumov. Njegovi singli "Get Busy" in "Temperature"  so se uvrstili na prvo mesto ameriških lestvic, večina njegovih albumov pa je bila nominirana za Grammy za najboljši album, ki jo je osvojil Dutty Rock. 
Na začetku kariere je bil Paul član skupine Dutty Cup Crew, v kateri so bili še Loog Man, Chicken in Mossy Kid.

## Diskografija

### Albumi
- Stage on (2000)
- Dutty Rock (2002)
- The Trinity (2005)
- Imperial Blaze (2009)
- Tomahawk Technique (2011)
- Full Frequency (2014)

### Singli (sodelovanja)
- "Baby Boy" (Beyoncé) (2003)
- "What About Us" (The Saturdays) (2012)
- "Rockabye" (Clean Bandit) (2016)
- "Cheap Thrills" (Sia) (2016)